# Charles Albert Walter Guggisberg
Charles Albert Walter Guggisberg (* 27. Februar 1913 in Bern, Schweiz; † 9. Dezember 1980 in Nairobi, Kenia) war ein Schweizer Zoologe, Naturfotograf und Sachbuchautor. Sein Forschungsschwerpunkt war die Tierwelt Ostafrikas.

## Leben und Wirken
Guggisberg war der Adoptivsohn des Lehrers Karl Wilhelm Guggisberg und seiner Frau Paula, geborene Schaufelberger. Nach dem Zoologiestudium und dem Gymnasiallehrerexamen schrieb er sich im Imperial College of Science and Technology in London ein. Anschliessend versuchte Guggisberg eine Arbeitsmöglichkeit in Afrika zu bekommen. Der Ausbruch des Zweiten Weltkrieges im Jahre 1939 zwang ihn jedoch in Bern zu bleiben und eine Stelle als Sekundärlehrer anzunehmen. 1946 heiratete er die belgische Linguistin und Autorin Rosanne Leclere, mit der er im selben Jahr zunächst nach Tansania und anschließend nach Kenia zog. Ab 1947 betrieb er als entomologischer Feldoffizier am Medical Research Laboratory in Nairobi Studien an Insekten und anderen Gliedertieren, die Krankheiten übertragen können. Ab 1956 erhielt er einen Posten als Mammaloge beim Medical Research Laboratory, der ihm eine 24 Jahre überspannende Feldarbeit in Ostafrika ermöglichte. Guggisberg schrieb mehrere Fachbücher über die Tierwelt Ostafrikas, darunter über Löwen, Nashörner und Giraffen. Daneben war er ein erfolgreicher Natur- und Tierfotograf, dessen Fotos in zahlreichen Büchern und Magazinen veröffentlicht wurden. Er verstarb am 9. Dezember 1980 nach einer Operation.

## Werke (Auswahl)
- 1944: Schmetterlinge und Nachtfalter
- 1949: Unsere Vögel (2 Bände)
- 1950: Schönheit der Käfer
- 1953: Unter Löwen und Elefanten: Erlebnisse im innersten Afrika
- 1954: Kleine Erdgeschichte
- 1954: Das Tierleben der Alpen (2 Bände)
- 1955: Die Menschenrassen
- 1955: Game Animals of East Africa
- 1956: Riesentiere und Zwergmenschen
- 1958: Exotische Vögel
- 1958: Alpenfibel
- 1958: Käfer und andere Insekten
- 1959: Tiere in Feld und Wald
- 1960: Simba: The Life Of A Lion (deutsch: Simba – Eine Löwenmonographie)
- 1963: The Wilderness Is Free: The Story Of Wild Life In Africa
- 1965: Die Tierwelt der Schweiz
- 1966: Dynastie der Abu (mit Ivan T. Sanderson)
- 1966: SOS Rhino
- 1969: Giraffes (deutsch: Die Welt der Tiere – Giraffen, 1976)
- 1970: Man and Wild Life
- 1972: Ostafrika
- 1972: Crocodiles: Their Natural History, Folklore And Conservation
- 1975: Wild Cats of the World
- 1977: The African Elephant
- 1977: Early Wildlife Photographers
- 1980: Birds of East Africa